# 草香江 (福岡市)
草香江（くさがえ）は福岡県福岡市中央区の町名。現行の行政地名は、草香江一丁目及び二丁目。面積は22.05ヘクタール。2023年2月末現在の人口は5,947人。郵便番号は810-0045。

## 地理

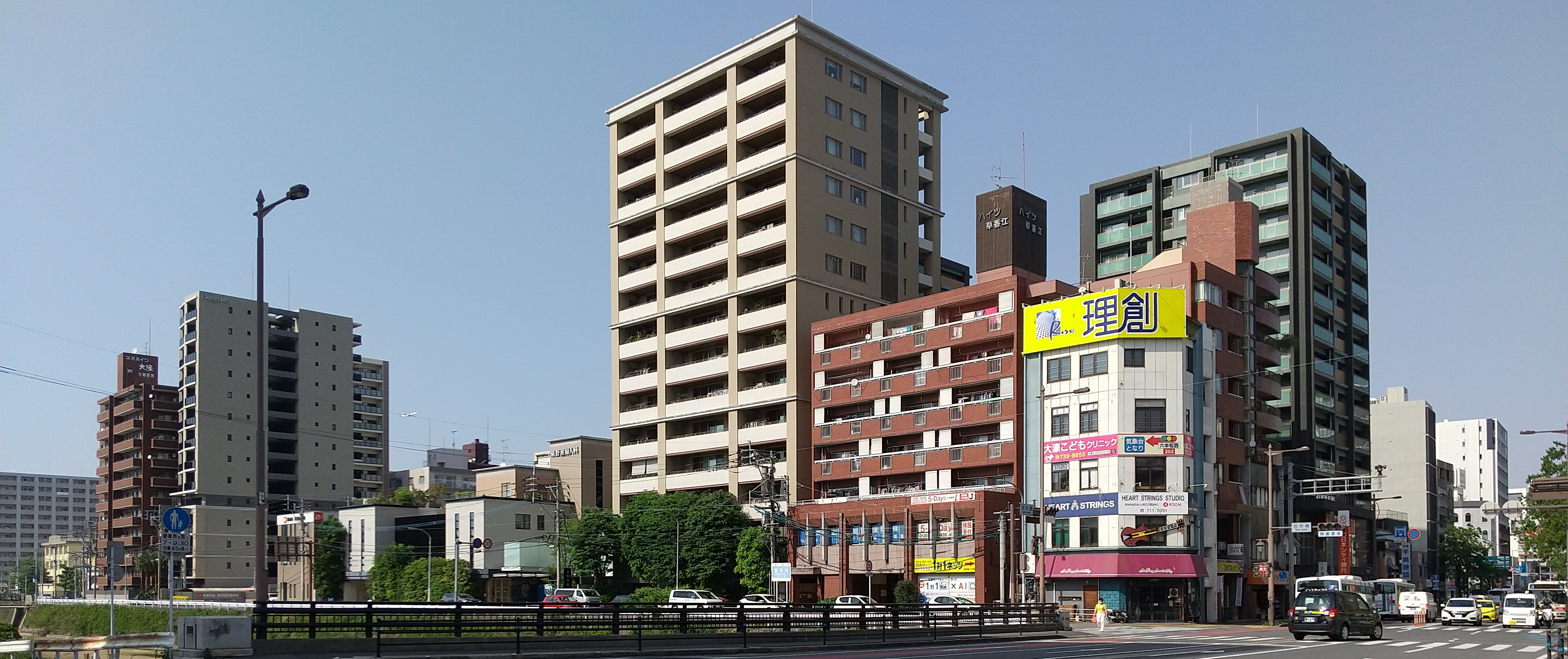
別府橋より北東を望む

草香江は、福岡市の都心部とされる中央区天神（）の西南西約2.5キロメートルに位置している。北北西で中央区鳥飼（）と、北東で大濠（）と、東及び南南東でで六本松と、西南西で樋井川を介して城南区鳥飼と隣接する。概ね閑静な住宅地となっている。

### 河川
町内には次の河川がある。
- 樋井川（）
- 菰川（）[注釈 1]

河川の写真
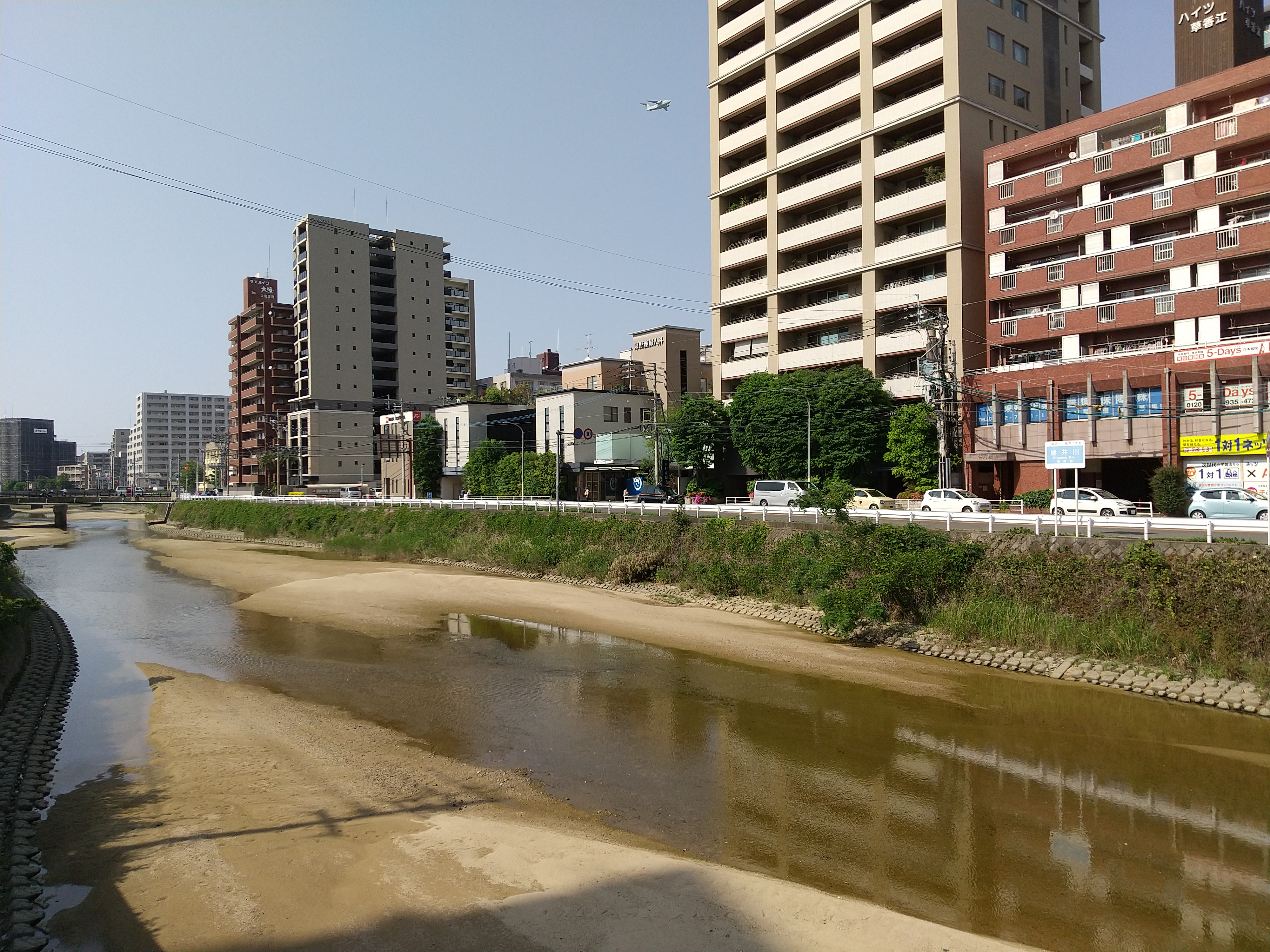
樋井川、別府橋より北の眺望
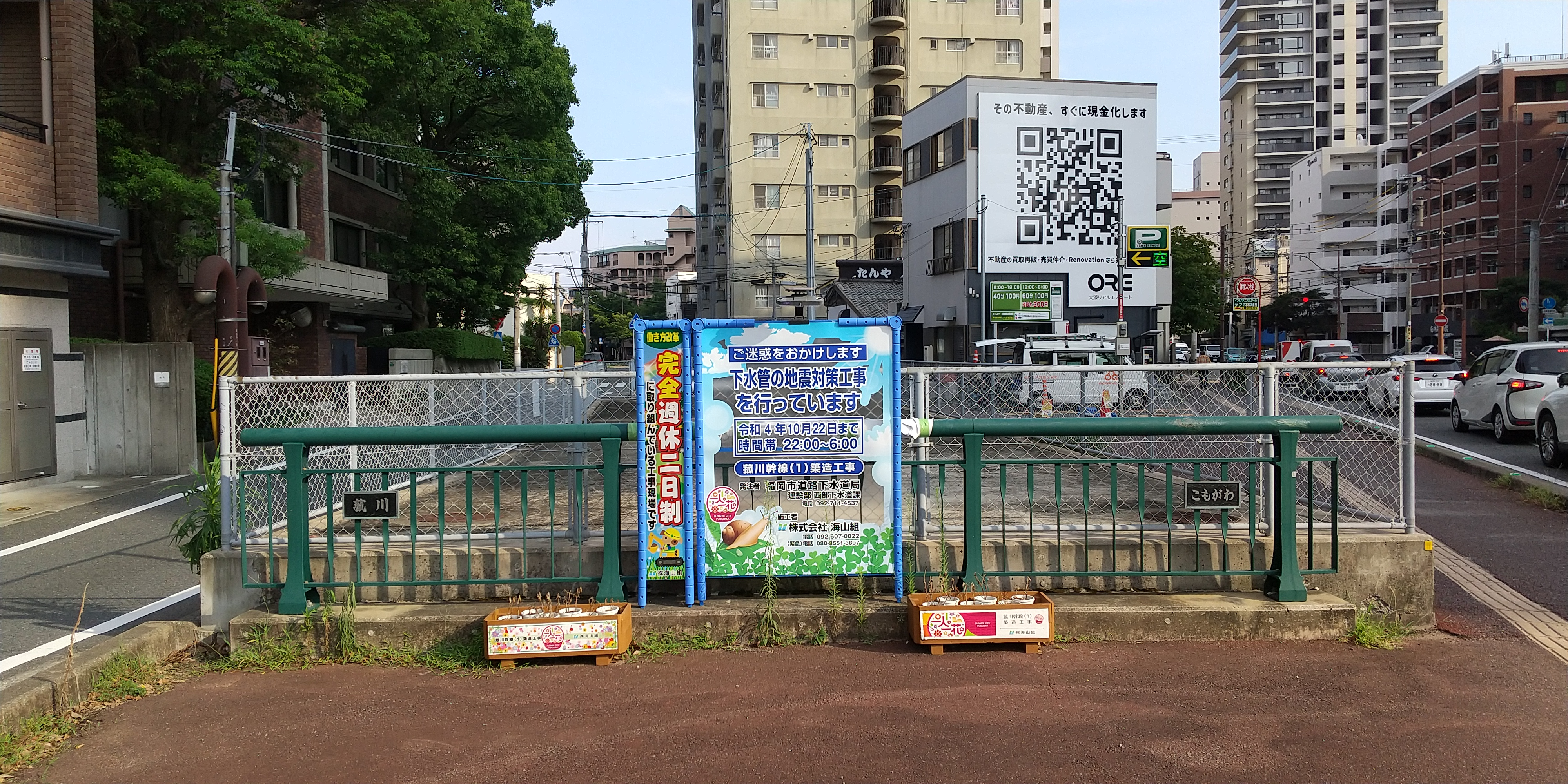
菰川の暗渠（鳥飼二丁目から草香江一丁目の方を望む）

## 語源
地名は博多湾の入り江だったことに由来している。

## 歴史
天平2年（730年）、大伴旅人が任地であった大宰府から大和に戻った際に、
「草香江之　入江二求食　蘆鶴乃痛多豆多頭思　友無二指天（草香江の入り江で　餌をついばむ鶴のように　私は心もとない友と遠く離れて）」
と歌を詠み、『万葉集』に掲載された。草ヶ江公民館（六本松1丁目）の敷地内に彼が詠んだ「草香江の歌碑」が立っている。
平安時代、平清盛が博多に「袖の湊」を開いた当時の博多津を描いた住吉神社蔵「博多古図」には、現在の博多湾に当たる部分に東の「冷泉津」と西の「草香江」、博多中心部とそこから橋で繋がれた「沖の浜」と言う出島があったと記されている。
後年、筑前福岡藩初代藩主となった黒田長政により入り江の一部が埋め立てられ、天神を通り那珂川へ掘られた肥前堀と共に福岡城の外堀となり、さらに時代が下り、1929年（昭和4年）に大濠公園となった。

### 町域の変遷
| 住居表示実施後               | 実施年月日         | 住居表示実施前（各大字の一部） |
| ---------------------------- | ------------------ | ------------------------------ |
| 草香江一丁目から草香江二丁目 | 1967年（昭和42年） | 草ヶ江町・浜田町1丁目〜3丁目   |

## 人口
草香江一丁目及び二丁目を合わせた人口の推移を福岡市の住民基本台帳（公称町別）に基づき示す（単位：人）。集計時点は各年9月末現在である。
- 2001年（平成13年）：3,776
- 2002年（平成14年）：3,821
- 2003年（平成15年）：3,866
- 2004年（平成16年）：3,903
- 2005年（平成17年）：4,183
- 2006年（平成18年）：4,530
- 2007年（平成19年）：4,548
- 2008年（平成20年）：4,582
- 2009年（平成21年）：4,827
- 2010年（平成22年）：4,945
- 2011年（平成23年）：5,184
- 2012年（平成24年）：5,461
- 2013年（平成25年）：5,523
- 2014年（平成26年）：5,669
- 2015年（平成27年）：5,819
- 2016年（平成28年）：5,904
- 2017年（平成29年）：5,899
- 2018年（平成30年）：5,961
- 2019年（令和元年）：6,034
- 2020年（令和2年）：6,056
- 2021年（令和3年）：6,038
- 2022年（令和4年）：5,999

## 主な施設
企業
- キューサイ本社
- 全国仮設安全事業協同組合九州支部

教育
- 福岡市立草ヶ江小学校

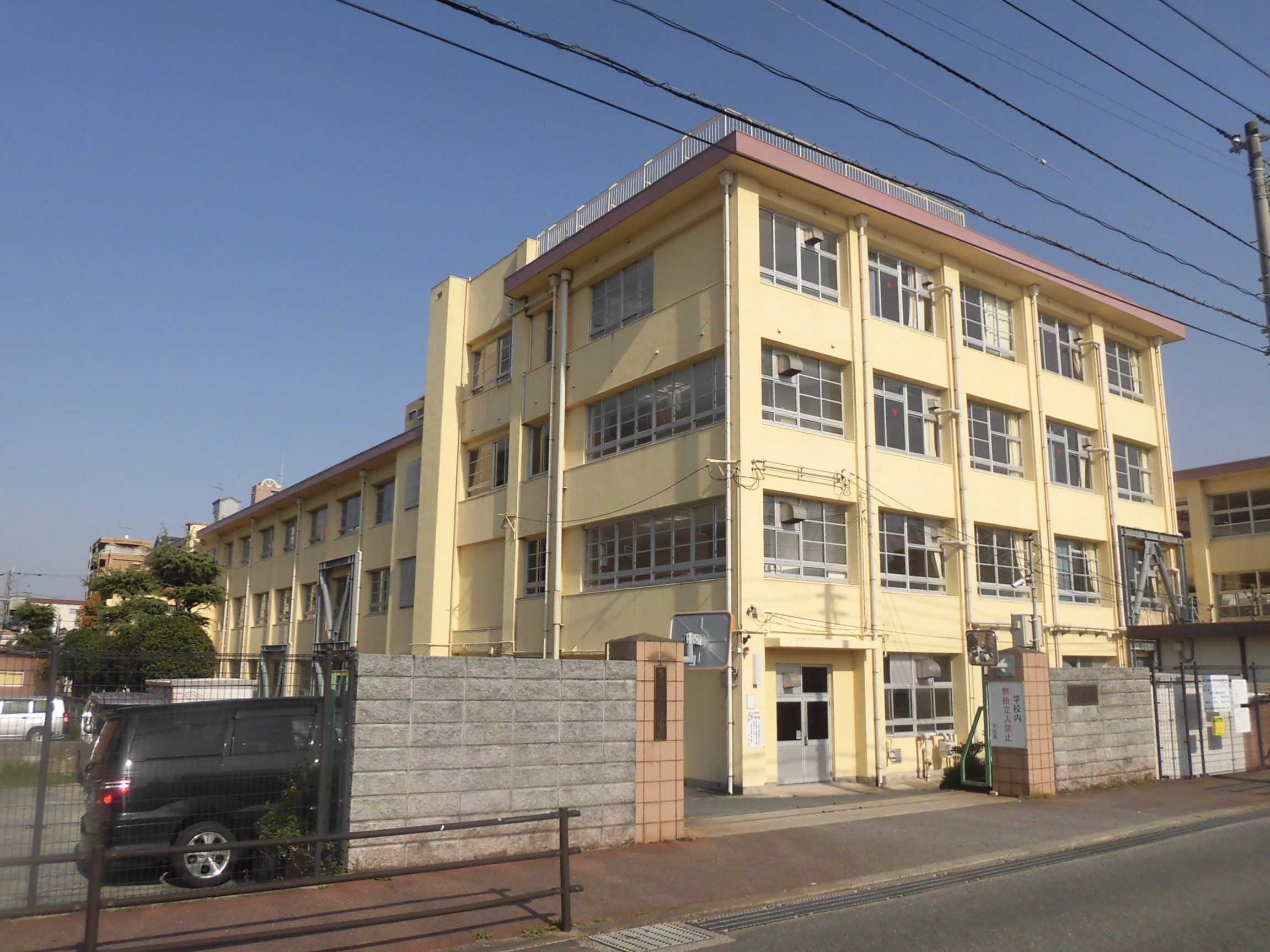
福岡市立草ヶ江小学校

中学校は福岡市立城西中学校の校区となっている。

## 交通

### 道路
主な幹線道路は次の通り。
- 国道202号（写真）
- 福岡県道557号東油山唐人線（福岡市道路愛称：城南線）
- 福岡市道堅粕西新2号線（福岡市道路愛称：国体道路）

### 鉄道
南端に地下鉄の福岡市地下鉄七隈線が通っており、町内ではないが六本松駅が最寄駅（約0.2から1.0キロメートルの道程）であり、利便性が高い。

### バス
バスについては、西日本鉄道株式会社が運営する西鉄バスが運行しており、次の停留所がある。
- 草香江
- 別府橋
- 大濠
- 大濠公園南
- 六本松二丁目